# Faustino Reyes
Faustino Reyes, född den 4 april 1975 i Sevilla, Spanien, är en spansk boxare som tog OS-silver i fjäderviktsboxning 1992 i Barcelona. I finalen förlorade han mot tyske Andreas Tews med 9-16.